# Gory Balakshina
Gory Balakshina är ett berg i Antarktis. Det ligger i Östantarktis. Australien gör anspråk på området. Toppen på Gory Balakshina är 2 018 meter över havet.
Terrängen runt Gory Balakshina är kuperad åt nordost, men åt sydväst är den platt. Trakten är obefolkad. Det finns inga samhällen i närheten.